# Johannes Overbeck
Johannes Adolph Overbeck (født 27. marts 1826 i Antwerpen, død 8. november 1895 i Leipzig) var en tysk arkæolog, brodersøn af Friedrich Overbeck.
Overbeck, der var professor i klassisk arkæologi i Leipzig, udfoldede en betydelig virksomhed som skribent: Galerie heroischer Bildwerke der alten Kunst (1851—53), Griechische Kunstmythologie, Pompeji (1858), Geschichte der griechischen Plastik er udkomne i flere udgaver, med mere.